# Propagazione spettrale angolare
La propagazione spettrale angolare è una tecnica di modellizzazione della propagazione di un'onda piana che prevede l'espansione dell'onda, schematizzata come campo scalare definito sui numeri complessi, in una somma infinita di onde piane. La sua origina matematica si basa sulla teoria ottica di Fourier.